# Escala de grisos

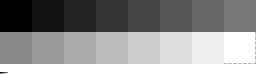
Escala de grisos

En fotografia digital, imatges produïdes per computadora i colorimetria, una imatge en escala de grisos és aquella en la qual el valor de cada píxel és una sola mostra que representa només una quantitat de llum; és a dir, porta només informació d'intensitat. Les imatges en escala de grisos, una espècie de monocrom en blanc i negre o gris, es componen exclusivament de tonalitats de gris. El contrast varia des del negre en la intensitat més feble fins al blanc en la més forta.
En computació una escala de grisos és una escala emprada en la imatge digital en la qual el valor de cada píxel posseeix un valor equivalent a una graduació de gris. Les imatges representades d'aquest tipus estan compostes d'ombres de grisos.
Una imatge colorimètrica (o més específicament fotomètrica) en escala de grisos és una imatge que té un espai de color en escala de grisos definit, que assigna els valors de mostra numèrics emmagatzemats al canal acromàtic d'un espai de color estàndard, que al seu torn es basa en les propietats mesurades de la visió humana.

## Representacions numèriques
La intensitat d'un píxel s'expressa dins d'un interval donat entre un mínim i un màxim, inclusivament. Aquest rang es representa de manera abstracta com un rang de 0 (o 0%) (absència total, negre) i 1 (o 100%) (presència total, blanc), amb qualsevol valor fraccionari al mitj. Aquesta notació s'utilitza en treballs acadèmics, però no defineix què és "negre" o "blanc" en termes de colorimetria. A vegades, l'escala s'inverteix, com en la impressió, on la intensitat numèrica denota quant negre s'empra en semitons, on 0% representa el paper blanc (sense tinta) i 100% és un negre sòlid (tinta completa).

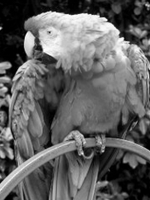
Imatge en escala de grisos (monocroma)

En informàtica, encara que l'escala de grisos es pot calcular mitjançant nombres racionals, els píxels de la imatge solen quantificar-se per a emmagatzemar-los com a enters sense signe, a fi de reduir l'emmagatzematge i el càlcul necessaris. Alguns dels primers monitors d'escala de grisos només poden mostrar fins a setze tons diferents, que s'emmagatzemarien en forma binària fent servir 4 bits. Però avui dia, les imatges en escala de grisos (com a fotografies) destinades a la visualització (tant en pantalla com impreses) s'emmagatzemen comunament amb 8 bits per píxel mostrejat. Aquesta profunditat de píxel permet registrar 256 intensitats diferents (és a dir, tonalitats de gris) i també simplifica el càlcul, ja que es pot accedir a cada mostra de píxel individualment com un byte complet… No obstant això, si aquestes intensitats s'espaiessin per igual en proporció a la quantitat de llum física que representen en aquest píxel (anomenada codificació lineal o escala), les diferències entre els tons foscos adjacents podrien ser bastant notables com a artefactes de bandes, mentre que molts dels tons més clars seria "malgastat" codificant una gran quantitat d'increments percentualment indistingibles. Per tant, els tons es distribueixen generalment de manera uniforme en una escala no lineal comprimida amb raigs gamma, que s'aproxima millor als increments de percepció uniformes per les tonalitats fosques i clares, la qual cosa generalment fa que aquests 256 tons siguin suficients (gairebé) per a evitar increments notables.
Els usos tècnics (per exemple, en imatges mèdiques o aplicacions de detecció remota) sovint requereixen més nivells, per a fer un ús complet de la precisió del sensor (típicament 10 o 12 bits per mostra) i per a reduir els errors d'arrodoniment en els càlculs. Setze bits per mostra (65.536 nivells) és sovint una opció convenient per a tals usos, ja que les computadores administren paraules de 16 bits de manera eficient. Els formats d'arxiu d'imatge TIFF i PNG (entre altres) admet l'escala de grisos de 16 bits de manera nativa, encara que els navegadors i molts programes d'imatges tendeixen a ignorar els 8 bits d'ordre baix de cada píxel. Internament per a la computació i l'emmagatzematge de treball, el softward de processament d'imatges generalment utilitza nombres enters o de coma flotant de grandària 16 o 32 bits.

## Conversió del color a escala de grisos
La conversió d'una imatge en color arbitrària a escala de grisos no és única en general; les diferents ponderacions dels canals de color representen l'efecte de filmar pel·lícules en blanc i negre amb filtres fotogràfics de diferents colors en les càmeres.

## Escala de grisos com a canals únics d'imatges en color multicanal

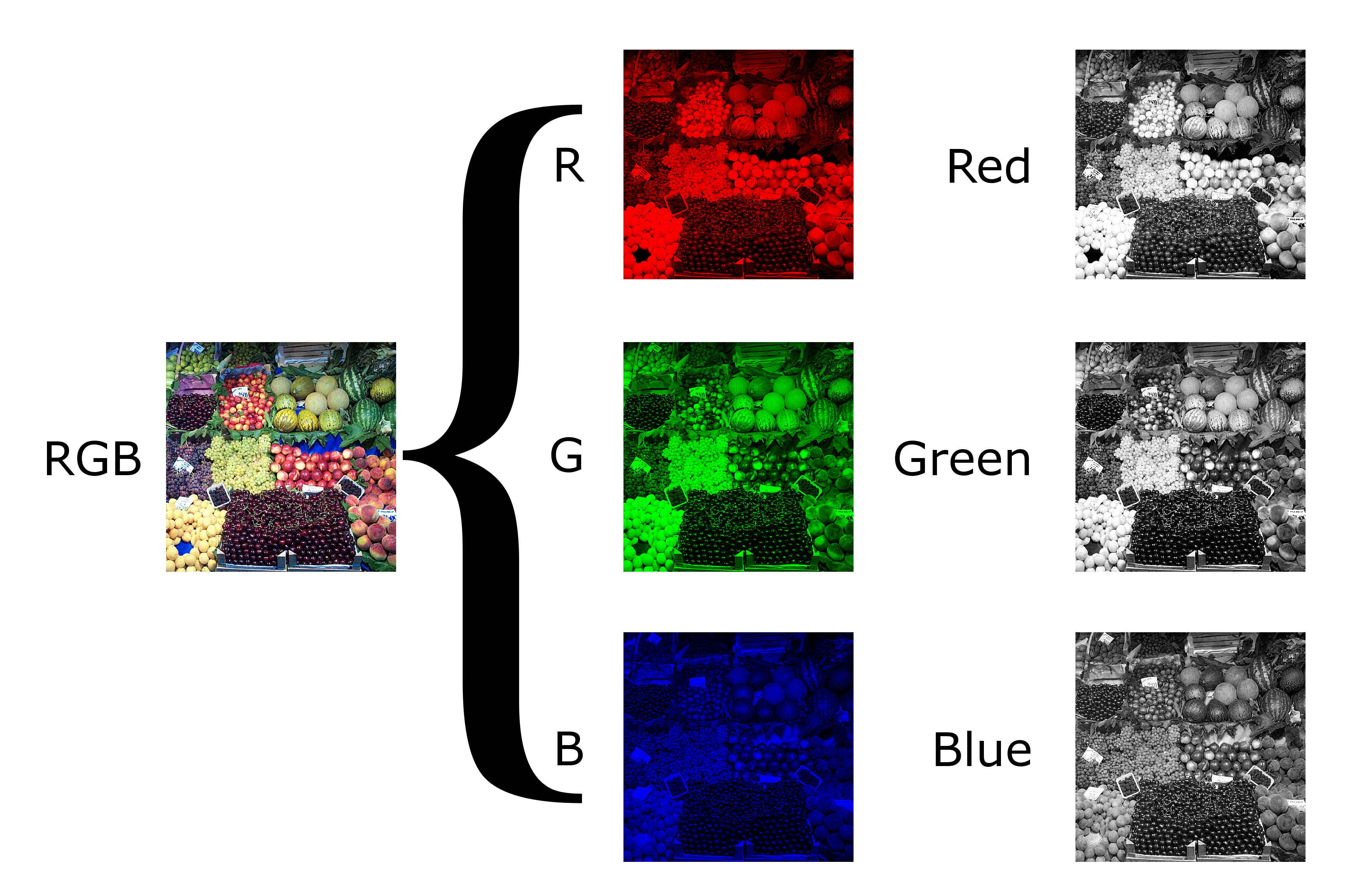
Composició del RGB des de tres imatges en escala de grisos

Les imatges en color sovint es componen de diversos canals de color apilats, cadascun d'ells representa els nivells de valor del canal donat. Per exemple, les imatges RGB es componen de tres canals independents per als components de color primari vermell, verd i blau; Les imatges CMYK tenen quatre canals per a plaques de tinta cian, magenta, groc i negre, etc. El contrari també és possible: construir una imatge a tot color a partir dels seus canals separats d'escala de grisos. Per canalització, utilitzant desplaçaments, rotacions i altres manipulacions, es poden aconseguir efectes artístics en lloc de reproduir amb precisió la imatge original.